# Wilhelmstraße (Wiesbaden)
De Wilhelmstraße (genoemd naar Willem van Nassau) is een luxe winkelstraat in de Duitse stad Wiesbaden.
De straat is een van de meest bekende luxe-winkelstraten in Duitsland, die tussen de "Kureck" en de "Rheinstraße" loopt. Bekende gebouwen in de Wilhelmstraße zijn het Erbprinzenpalais, het luxehotel Nassauer Hof, het Hessische Staatstheater, de Bowling Green en het Kurhaus. De straat bevindt zich in het stadsdeel Mitte.